# Waldemar Brygier
Waldemar Brygier (ur. 1970) – dziennikarz, autor przewodników, przewodnik sudecki, pilot wycieczek, propagator turystyki.
Współpracuje z czasopismami związanymi tematycznie z turystyką, m.in. „Góry i Alpinizm” „Sudety” i „Karkonosze”, a także z wydawnictwami, dla których napisał kilka przewodników turystycznych po poszczególnych pasmach górskich. Napisał m.in. część tekstów w Atlasie Gór Polski, a także trzy tomy przewodnika, obejmującego swym zasięgiem Sudety Zachodnie, Sudety Wschodnie i Sudety Środkowe.
Członek Stowarzyszenia Dziennikarzy RP. Działa w Akademickim Klubie Turystycznym we Wrocławiu (Oddział Wrocławski PTTK), pełniąc od 2001 funkcję prezesa. Jest twórcą serwisu turystycznego www.naszesudety.pl.

## Przewodniki
- Dolny Śląsk na weekend (Pascal, 2005),
- Góry Sowie (PLAN, 2006),
- Ślęża i okolice (PLAN, 2006),
- współautor Atlasu Gór Polski (ExpressMap, 2006)
- Góry Opawskie (PLAN, 2007)
- Dolny Śląsk. Ilustrowany przewodnik z mapami (PLAN, 2007),
- Sudety Zachodnie. 3w1: przewodnik, atlas, mapa (ExpressMap, 2007)
- Sudety Środkowe. 3w1: przewodnik, atlas, mapa (ExpressMap, 2007)
- Sudety Wschodnie. 3w1: przewodnik, atlas, mapa (ExpressMap, 2007)
- Sudety. Górskie Vademecum (ExpressMap, 2007).
- Lądek-Zdrój (PLAN, 2008)
- Ziemia kłodzka. Przewodnik dla prawdziwego turysty (Rewasz, 2010)
- Sudety. Przewodnik rowerowy (ExpressMap, 2010)
- Góry Stołowe. Przewodnik (Rewasz, 2010)
- Góry Świętokrzyskie. Przewodnik z mapami (Studio PLAN, 2011)
- Karkonosze polskie i czeskie. Przewodnik dla prawdziwego turysty (Rewasz, 2013)